# Forsythien
Die Forsythien (Forsythia) sind eine Pflanzengattung innerhalb der Familie der Ölbaumgewächse (Oleaceae). Die 12 oder 13 Forsythia-Arten stammen ursprünglich aus Asien und nur eine aus Südosteuropa. Die Hybride Forsythia × intermedia (kurz: Forsythie) ist eine Kreuzung zweier Forsythien-Arten und wird häufig als Zierstrauch in den gemäßigten Gebieten in Parks und Gärten verwendet.

## Beschreibung

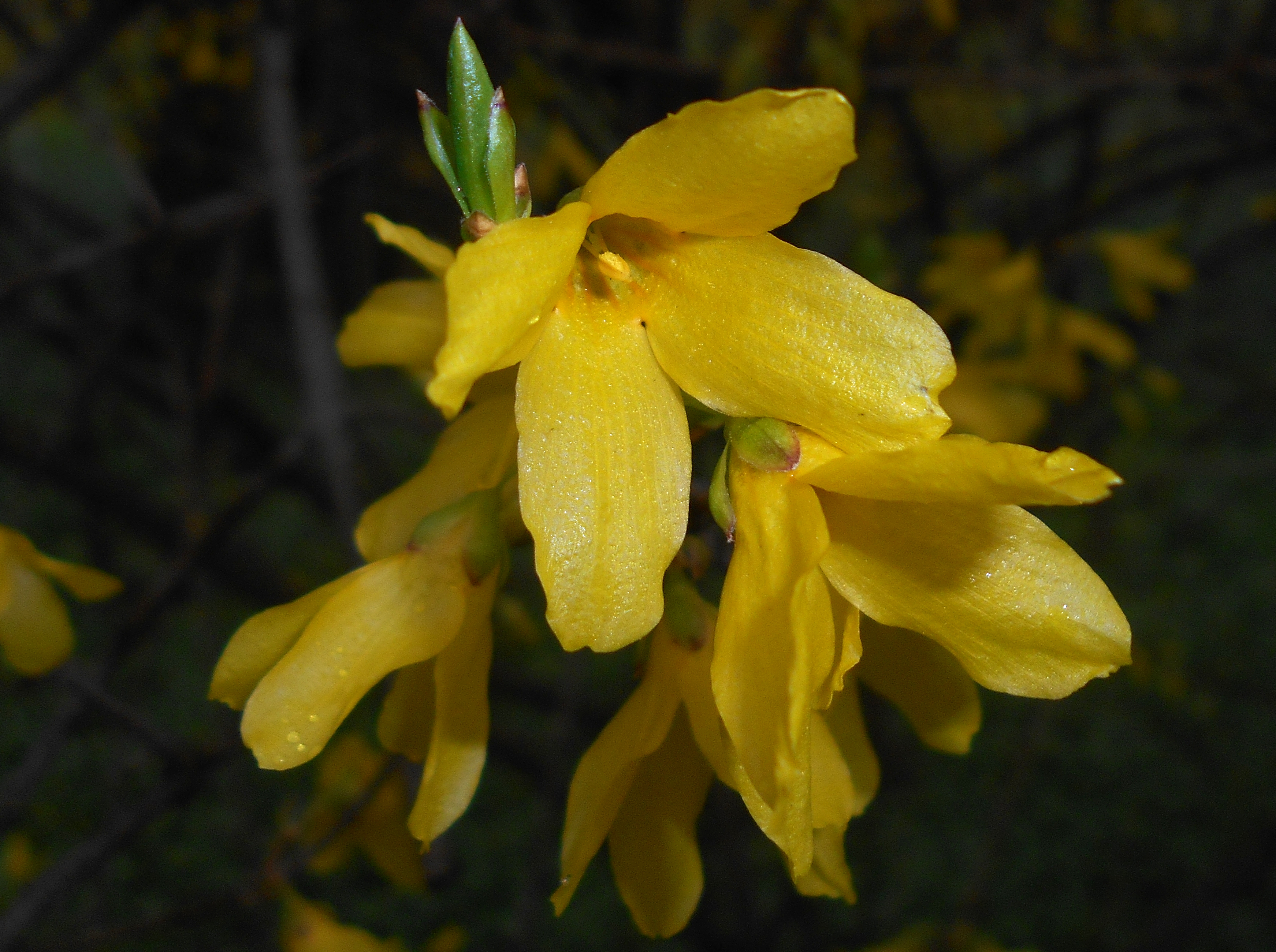
Vierzählige Blüten von Forsythia ×intermedia

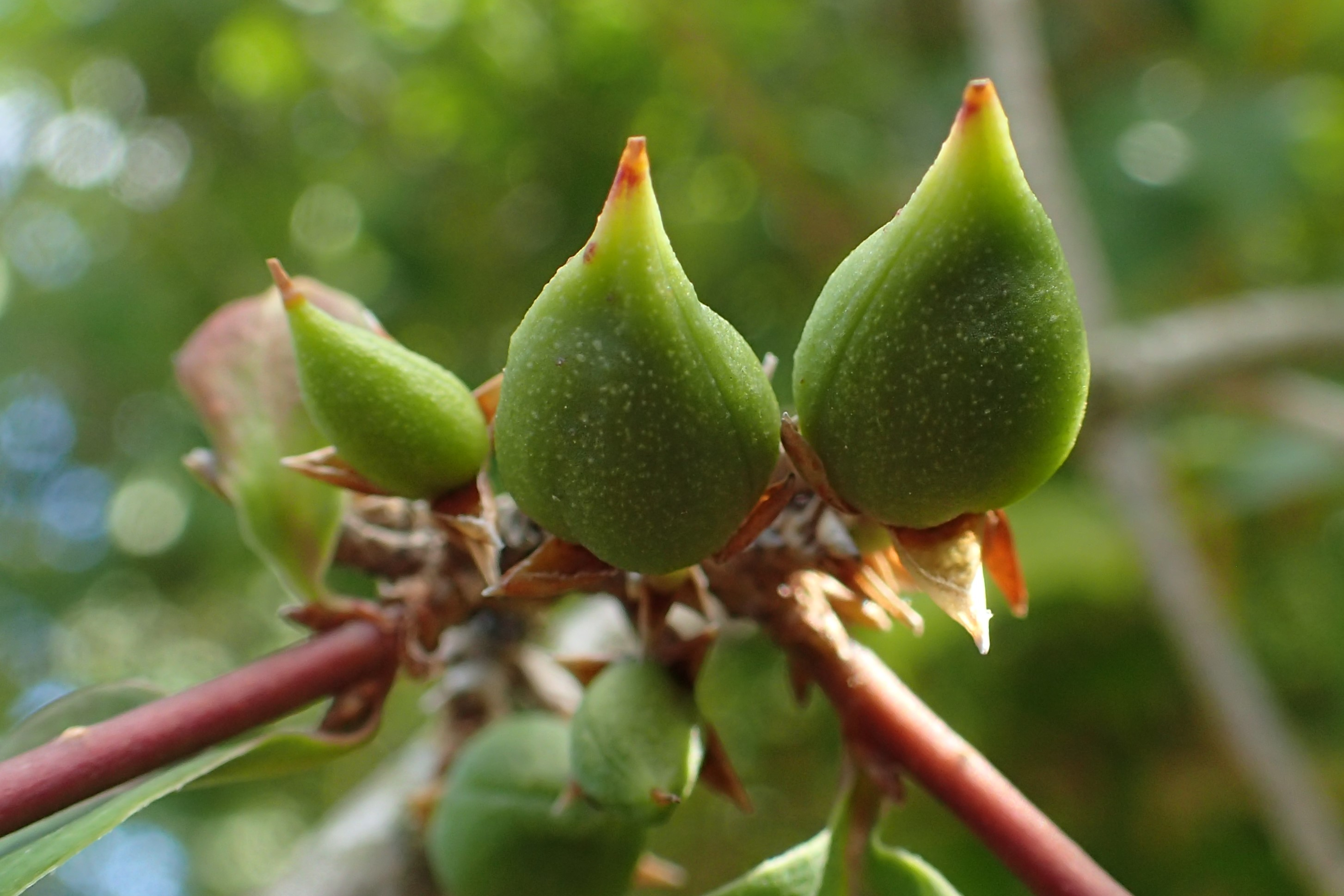
Früchte von Forsythia giraldiana

### Vegetative Merkmale
Forsythien-Arten sind sommergrüne Sträucher, die Wuchshöhen von 1 bis 3 Metern erreichen. Die selbstständig aufrechten, ausgebreiteten bis niederliegenden oder überhängenden Zweige sind hohl oder besitzen ein gekammertes Mark, junge Zweige können im Querschnitt etwas vierkantig sein.
Die gegenständig an den Zweigen angeordneten Laubblätter sind in Blattstiel und Blattspreite gegliedert. Die Blattspreiten sind meist einfach, selten dreiteilig. Die Herbstfärbung ist manchmal gelb bis lila-rot, manchmal auch nur dunkelgrün oder olivgrün.

### Generative Merkmale
Forsythien sind heterostyl und distyl. Die Blüten erscheinen im Frühjahr noch vor dem Blattaustrieb, sie stehen einzeln oder zu mehreren in den Blattachseln der letztjährigen Zweige.
Die zwittrigen Blüten sind vierzählig mit doppelter Blütenhülle. Die vier Kelchblätter sind nur kurz verwachsen. Die vier Kronblätter sind glockenförmig verwachsen. Es existieren zwei verschiedene Blütenformen, die jeweils auf verschiedenen Individuen einer Art vorkommen: Einmal sind die zwei Staubblätter normal ausgebildet, das Gynoeceum dagegen klein, bei der anderen Form sind die Staubblätter klein ausgebildet und das Gynoeceum, mit einer zweispaltigen Narbe, groß. Da die Staubblätter auch ganz fehlen können, kann man die Pflanzen als zweihäusig bezeichnen oder nur von Heterostylie sprechen – eine Frage, die schon Charles Darwin beschäftigte. Der oberständige Fruchtknoten besteht aus zwei Fruchtkammern, die jeweils zahlreiche hängende Samenanlagen enthalten.
Die zweifächerigen Kapselfrüchte enthalten zahlreiche leicht geflügelte Samen.

## Systematik und Verbreitung
Die Gattung Forsythia wurde 1804 durch Martin Vahl in Enumeratio Plantarum …, Band 1, S. 39 aufgestellt. Typusart ist Forsythia suspensa (Thunb.) Vahl. Ein Homonym ist Forsythia Walter, veröffentlicht in Thomas Walter: Flora Caroliniana, secundum …, 1788, Seiten 153–154. Der Vorrang des jüngeren Namens wurde in Vienna ICBN Art. 14.10 & App. III (Vienna ICBN Art. 53) festgelegt. Ein Synonym für Forsythia Vahl nom. cons. ist Rangium Juss. Der Gattungsname Forsythia ehrt den britischen königlichen Gärtner William A. Forsyth (1737–1804).
Die Gattung Forsythia gehört zur Tribus Forsythieae innerhalb der Familie Oleaceae.
Bis auf Forsythia europaea, die aus Südosteuropa stammt, kommen alle Arten in Ostasien vor, allein sechs davon in China.
Es gibt 12 bis 13 Forsythia-Arten, hier mit ihrer Verbreitung:
- Europäische Forsythie (Forsythia europaea Degen & Bald.): Sie ist von Montenegro über das Kosovo bis ins nördliche Albanien verbreitet.[6]
- Forsythia giraldiana Lingelsh.: Sie gedeiht in Höhenlagen von 800 bis 3.200 Metern in den chinesischen Provinzen südöstliches Gansu, westliches Henan, Shaanxi sowie nordöstliches Sichuan.[1]
- Forsythia japonica Makino: Dieser Endemit kommt nur im westlichen Teil der japanischen Insel Honshū vor.[6]
- Forsythia koreana (Rehder) Nakai (Syn.: Forsythia pilosa U.C.La & Chae G.Chen): Sie kommt in Korea vor.[6]
- Forsythia likiangensis Ching & K.M.Feng ex P.Y.Pai: Sie gedeiht in Mischwäldern in Bergregionen nur im Kreis Muli in Sichuan und im nordwestlichen Yunnan.[1]
- Forsythia mandschurica Uyeki: Dieser Endemit gedeiht an Hängen nur im Jiguan Shan in Liaoning.[1]
- Forsythia mira M.C.Chang: Dieser Endemit kommt nur im Kreis Shanyang in Shaanxi vor.[1]
- Forsythia nakaii (Uyeki) T.B.Lee (Syn.: Forsythia densiflora Nakai nom. illeg., Forsythia velutina Nakai, Forsythia japonica var. densiflora (Markgr.) Rehder): Sie kommt nur im nördlichen-zentralen Korea vor.[6]
- Koreanische Forsythie (Forsythia ovata Nakai, Syn.: Forsythia saxatilis (Nakai) Nakai): Sie kommt in Korea vor.[6]
- Hänge-Forsythie (Forsythia suspensa (Thunb., Syn.: Forsythia fortunei Lindl., Forsythia sieboldii (Zabel) Dippel) Vahl): Sie gedeiht in Höhenlagen von 300 bis 2200 Metern in den chinesischen Provinzen Anhui, Hebei, Henan, Hubei, Shaanxi, Shandong, Shanxi sowie Sichuan. Sie wird auch angebaut.[1]
- Forsythia togashii H.Hara: Dieser Endemit kommt nur auf der japanischen Insel Shōdoshima vor.[6]
- Grüne Forsythie (Forsythia viridissima Lindl.): Sie kommt im südlichen Korea[6] und in den chinesischen Provinzen nordwestliches Yunnan, Anhui, Hubei, Hunan, Jiangsu, Jiangxi, Zhejiang sowie Fujian vor.[1]

Es gibt in Kultur entstandene Hybriden.
Als unbeständiger Neophyt besitzt Forsythia ×intermedia in Deutschland seltene Vorkommen, so zum Beispiel in Sachsen-Anhalt.

## Verwendung

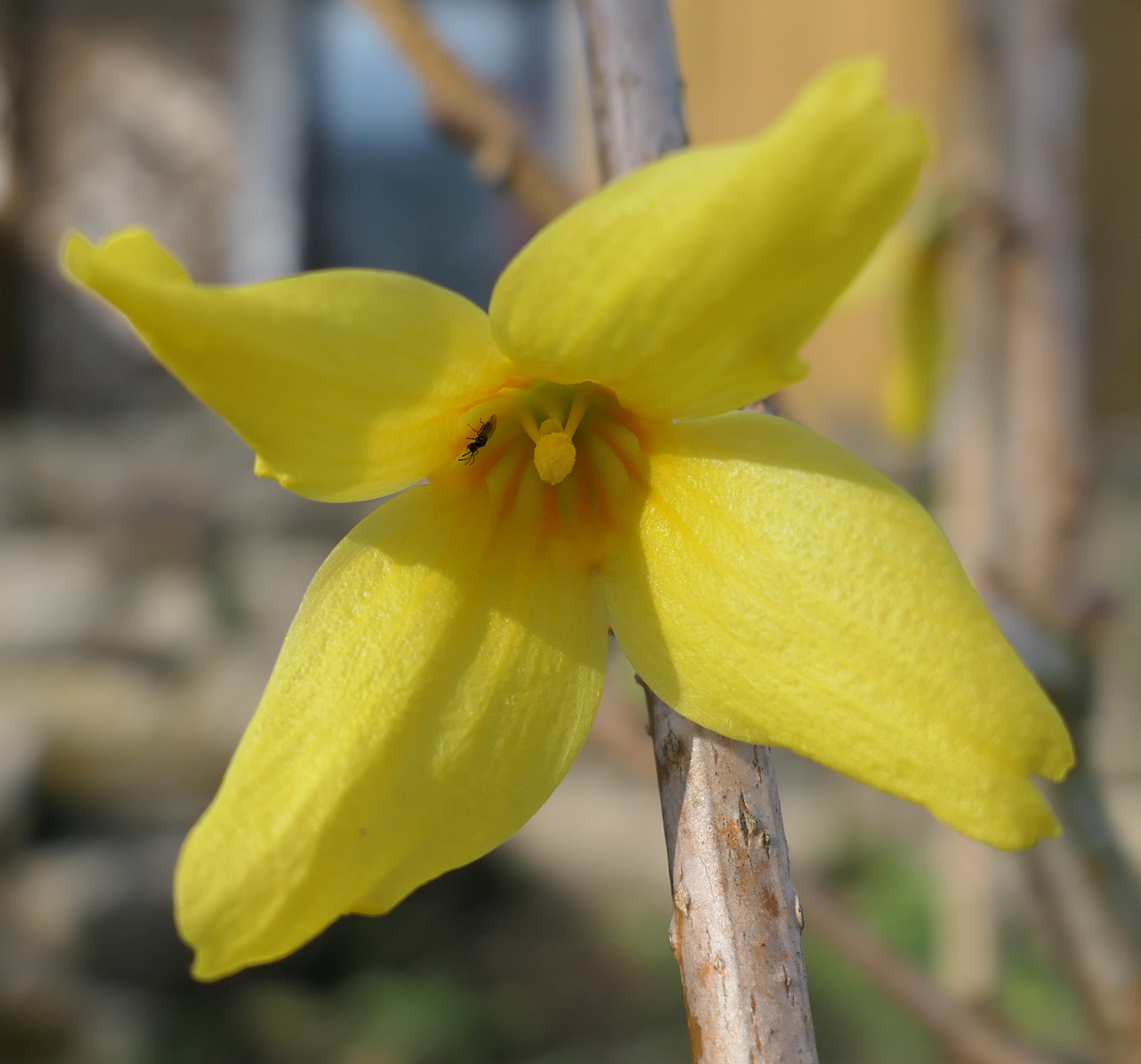
Einzelblüte der Sorte „Beatrix Farrand“
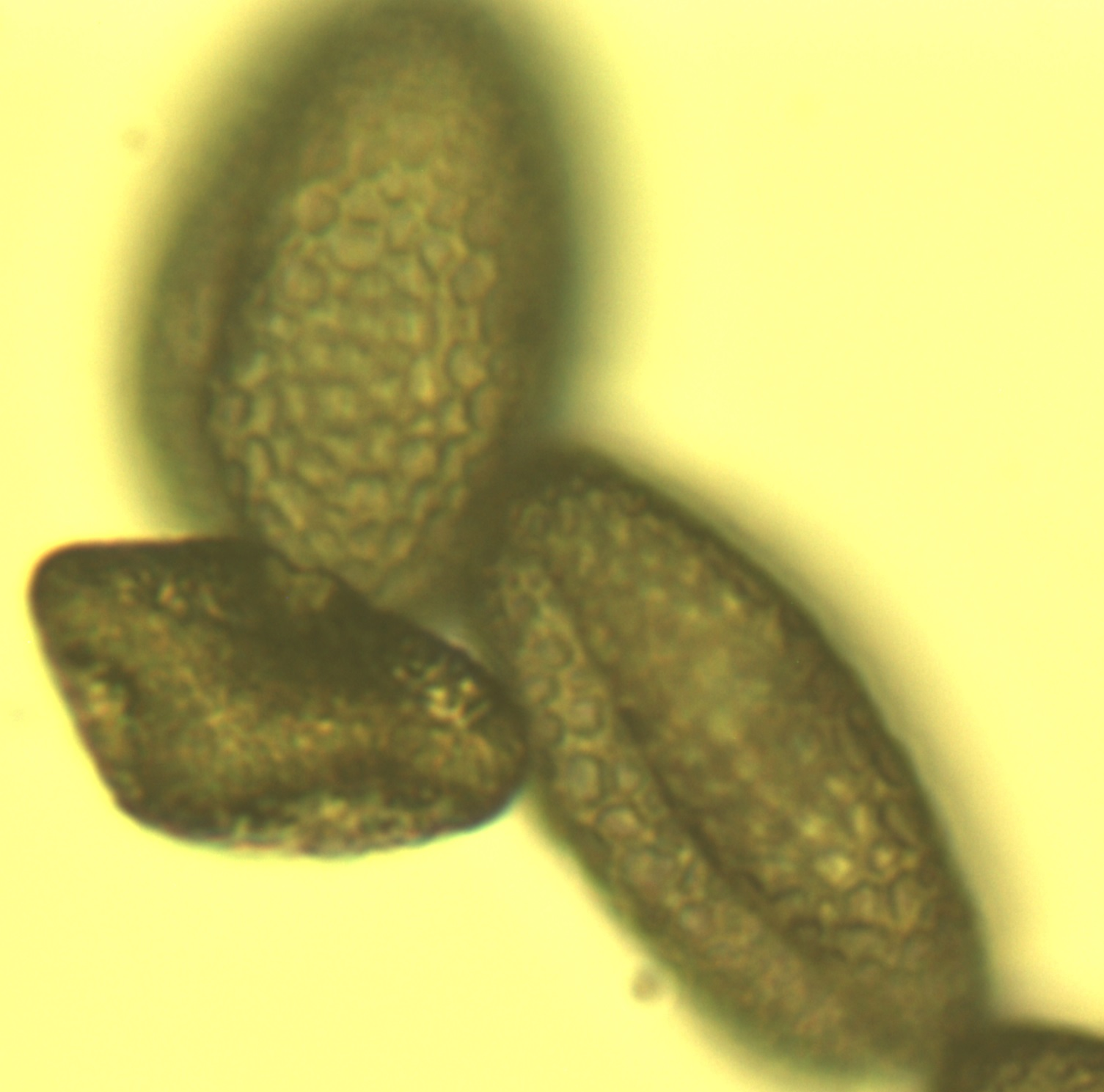
Pollen einer Forsythie (400×)

Aus der Gattung Forsythia wird hauptsächlich die umgangssprachlich als „Forsythie“ bezeichnete Hybride Forsythia × intermedia (Forsythia suspensa × Forsythia viridissima) als Ziergehölz kultiviert. Andere Hybriden, wie Forsythia × variabilis (Forsythia ovata × Forsythia suspensa), oder Arten sind im Handel seltener erhältlich.
Die Blüten der Forsythia-Hybriden sind häufig steril, bieten Insekten also weder Pollen noch Nektar und sind somit als Nahrungsquelle für Wildbienen oder Schmetterlinge weitestgehend wertlos. Eine Ausnahme stellt möglicherweise eine nach der bekannten US-amerikanischen Landschaftsarchitektin Beatrix Farrand (1872–1959) benannte Sorte dar, deren Blüten etwas Pollen produzieren sollen. Belastbare Angaben über ihren tatsächlichen Pollenwert sind aber bis heute nicht bekannt.
Die Frucht einiger Arten wird in der traditionellen chinesischen Medizin (TCM) verwendet. Die Früchte von Forsythia suspensa werden unter der Bezeichnung 'Forsythiae Fructus' In TCM-Verschreibungen zur Fiebersenkung und Entgiftung benutzt.